# Rivetina beybienkoi meridionale
Rivetina beybienkoi meridionale es una subespecie de mantis de la familia Mantidae.

## Distribución geográfica
Se encuentra en Tayikistán.